# Jenny Baeseman
Jenny Baeseman es una investigadora  polar estadounidense que estudia los mecanismos de supervivencia de las bacterias en ambientes fríos. Es la directora fundadora de la «Asociación de Científicos de Carrera Temprana de Polar» (APECS), directora ejecutiva del Comité Científico para la Investigación en la Antártida (SCAR) y anteriormente fue directora ejecutiva del Programa Mundial de Investigaciones Climáticas (WCRP), Clima y Criosfera.

## Primeros años y educación
Baeseman creció en Wisconsin, donde obtuvo una licenciatura en recursos hídricos y química de la Universidad de Wisconsin-Stevens Point (UWSP). Allí comenzó a investigar observando el nitrógeno en los arroyos. Recibió una licenciatura en ingeniería civil de la Universidad de Minnesota y un doctorado en ingeniería civil con énfasis ambiental por la Universidad de Colorado. Luego completó la investigación postdoctoral en geociencias en la Universidad de Princeton.

## Carrera
Baeseman es la directora ejecutiva del Comité Científico sobre Investigación Antártica (SCAR). Anteriormente fue directora ejecutiva del Programa Mundial de Investigación sobre el Clima (WCRP), Clima y Criosfera, y directora fundadora de la Asociación de Científicos de Carrera Temprana Polar (APECS).
La investigación de Baeseman se refiere a los mecanismos de supervivencia de las bacterias en ambientes fríos y las posibles aplicaciones de su bioquímica. Ha publicado en los campos de ecología microbiana, ciencia polar y climática, y educación y comunicación de la ciencia polar. Ha pasado tres temporadas de verano en los valles secos de McMurdo en la Antártida y en ciertas épocas ha vivido en Fairbanks, Alaska y Tromsø, Noruega. También participó en una expedición de Students On Ice Antarctic University a la Península Antártica.

## Premios y distinciones
Baeseman es exalumna distinguida en la Universidad de Wisconsin Stevens Point. Fue incluida en el 2007 en el libro Who's Who en Ciencia e Ingeniería y en el 2006-2008 Who's Who en América.[cita requerida] En 2006, Baeseman recibió la Baeseman recibió la Citación por Excelencia en la Revisión del Editor de JGR Biogeosciences. Como estudiante de pregrado, Baeseman recibió el Premio de Liderazgo de Canciller UWSP de 1996 y 1998, el Premio a la Investigación de Pregrado en Estudios Sobresalientes Sigma Xi de 1997, y fue el Estudiante del Año de AWRA en 1995.[cita requerida]